# Flemming Gleerup Hansen
Flemming Gleerup Hansen (* 1. Februar 1944 in Køge) ist ein ehemaliger dänischer Radrennfahrer und nationaler Meister im Radsport.

## Sportliche Laufbahn
Gleerup Hansen war im Straßenradsport und im Bahnradsport aktiv. Er war Teilnehmer der Olympischen Sommerspiele 1964 in Tokio. Im Mannschaftszeitfahren kam Dänemark mit Flemming Gleerup Hansen, Henning Petersen, Ole Højlund und Ole Ritter auf den 7. Rang. Im olympischen Straßenrennen kam er auf den 21. Rang.
1964 siegte er mit Vagn Aage Bangsborg, Kjell Rodian und Ole Højlund im Mannschaftszeitfahren bei den Nordischen Meisterschaften. Im Einzelrennen wurde er hinter Kjell Rodian Zweiter. 1965 gewann bei den nationalen Meisterschaften die Bronzemedaille im Mannschaftszeitfahren und in der Einerverfolgung. In der Internationalen Friedensfahrt 1965 wurde er 52. der Gesamtwertung.